# 安德拉馬西納
18°28′S 47°17′E / 18.47°S 47.28°E

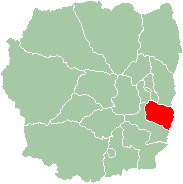

安德拉馬西納，是馬達加斯加的城鎮，位於該國中部，由阿那拉芒加區負責管轄，是安德拉馬西納區的首府，面積1,370平方公里，2001年人口158,000，人口密度每平方公里115人。